# Bleptina caepioalis
Bleptina caepioalis är en fjärilsart som beskrevs av Walker 1859. Bleptina caepioalis ingår i släktet Bleptina och familjen nattflyn. Inga underarter finns listade i Catalogue of Life.